# Melissodes melanura
Melissodes melanura là một loài Hymenoptera trong họ Apidae. Loài này được Cockerell mô tả khoa học năm 1916.